# Kobe Universiade Memorial Stadium
Kobe Universiade Memorial Stadium (神戸総合運動公園ユニバー記念競技場?) è uno stadio di calcio sito a Kōbe, in Giappone. Ospita soprattutto partite di calcio.
Esso venne costruito nel 1985 in occasione delle Universiadi. Oggi, il Vissel Kobe gioca alcune delle sue partite in casa. Lo stadio viene utilizzato anche per le partite di rugby, memorabile il 9 maggio 2007, quando la Nazionale di rugby del Giappone sfidò gli All Blacks uscendone sconfitta per 36-25.
Nel 2011 ha ospitato la 19ª edizione dei Campionati asiatici di atletica leggera.